# Xanthorhoe interrupta
Xanthorhoe interrupta là một loài bướm đêm trong họ Geometridae.